# 모토마치·주카가이역
모토마치·주카가이역(일본어: 元町・中華街駅)은 일본 가나가와현 요코하마시 나카구에 위치한 요코하마 고속 철도 미나토미라이선의 역이다. 역 번호는 MM06이다. 부역명은 "야마시타 공원"으로 표기되어 있다.
본 역 주변 지구(간나이 지구)는 요코하마 시 도심의 하나인 "요코하마 도심"으로 지정되었다.

## 역 구조
섬식 승강장 1면 2선의 지하역이다. 모토마치구치 쪽은 나카무라 강의 직하부에 위치하고 있다.
2013년 3월 16일부터 상호 직통 운행하는 도큐 도요코선이 시부야역에서 도쿄 지하철 후쿠토신선 방면과의 상호 직통 운전 개시에 따라 특급, 통근특급, 급행을 현행 8량 편성부터 10량 편성에 증강시키기 위해서 유효 길이 연장 공사가 실시되었다. 미나토미라이선도 도요코선을 통해서 후쿠토신선 방면으로 직통 운행한다.
역사(동쪽 개찰구 및 모토마치구치) 상부에는 전국 최초의 입체 도시 공원인 아메리카야마 공원이 있다.
미나토미라이선에서는 토요일, 휴일 다이어에만 운행하는 유료 좌석 지정 열차 "S-TRAIN"이 발착한다.

### 승강장
| 번호 | 노선            | 행선                                                         |
| ---- | --------------- | ------------------------------------------------------------ |
| 1・2 | 미나토미라이 선 | 요코하마・ 도큐 도요코선 시부야・ 후쿠토신선 이케부쿠로 방면 |

## 역 주변
- 모토마치 상가
- 요코하마 중화가
- 요코하마 고속철도 본사
- 나카 세무서
- 요코하마 야마시타초 우체국
- 호텔 뉴 그랜드
- 메르파르크 요코하마
- 요코하마 인형의 집
- 요코하마 마린타워
- 야마시타 공원
  - 관광선 터미널
    - 마린 셔틀 마린 루즈(유람선)

  - 일본우선 히카와마루
- 야마테
  - 아메리카야마공원(본 역 역사 위에 만들어진 입체 도시 공원)
  - 요코하마 외국인 묘지
  - 미나토노미에루오카 공원
  - 야마테 자료관
  - 다이부쓰 지로 기념관
  - 가나가와 근대 문학관
  - 이와사키 박물관
  - 요코하마 국제 학교
  - KKR포트 힐 요코하마
  - 요코하마 지방 기상대

모토마치 상가 또는 중화가를 빠져나와 JR 네기시선의 이시카와초역까지는 도보로 10분 정도 걸린다.

## 역사
- 2004년 2월 1일: 요코하마 고속 철도 미나토미라이선의 개통과 동시에 영업 개시.

## 사진

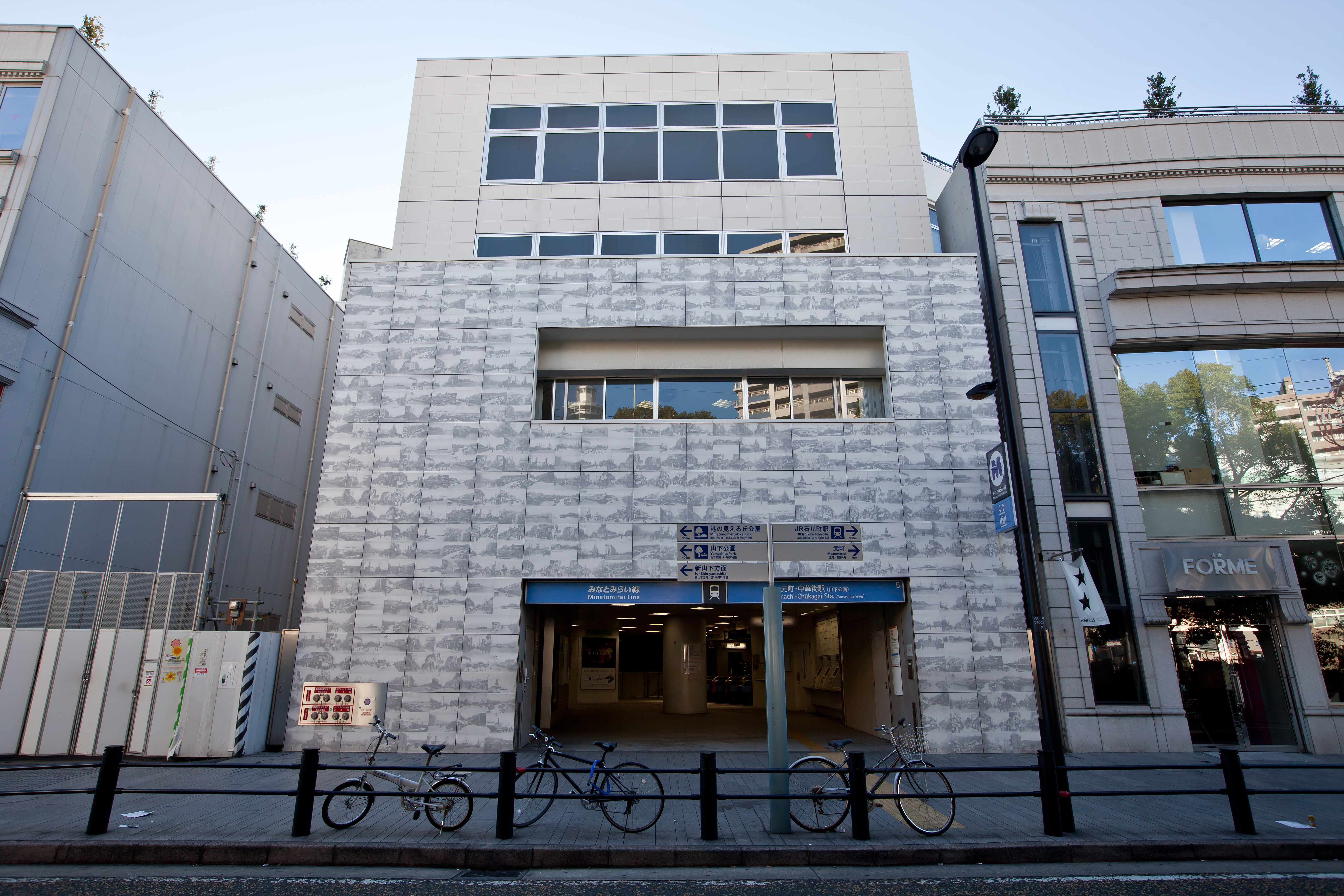
모토마치구치・요코하마 고속철도 본사
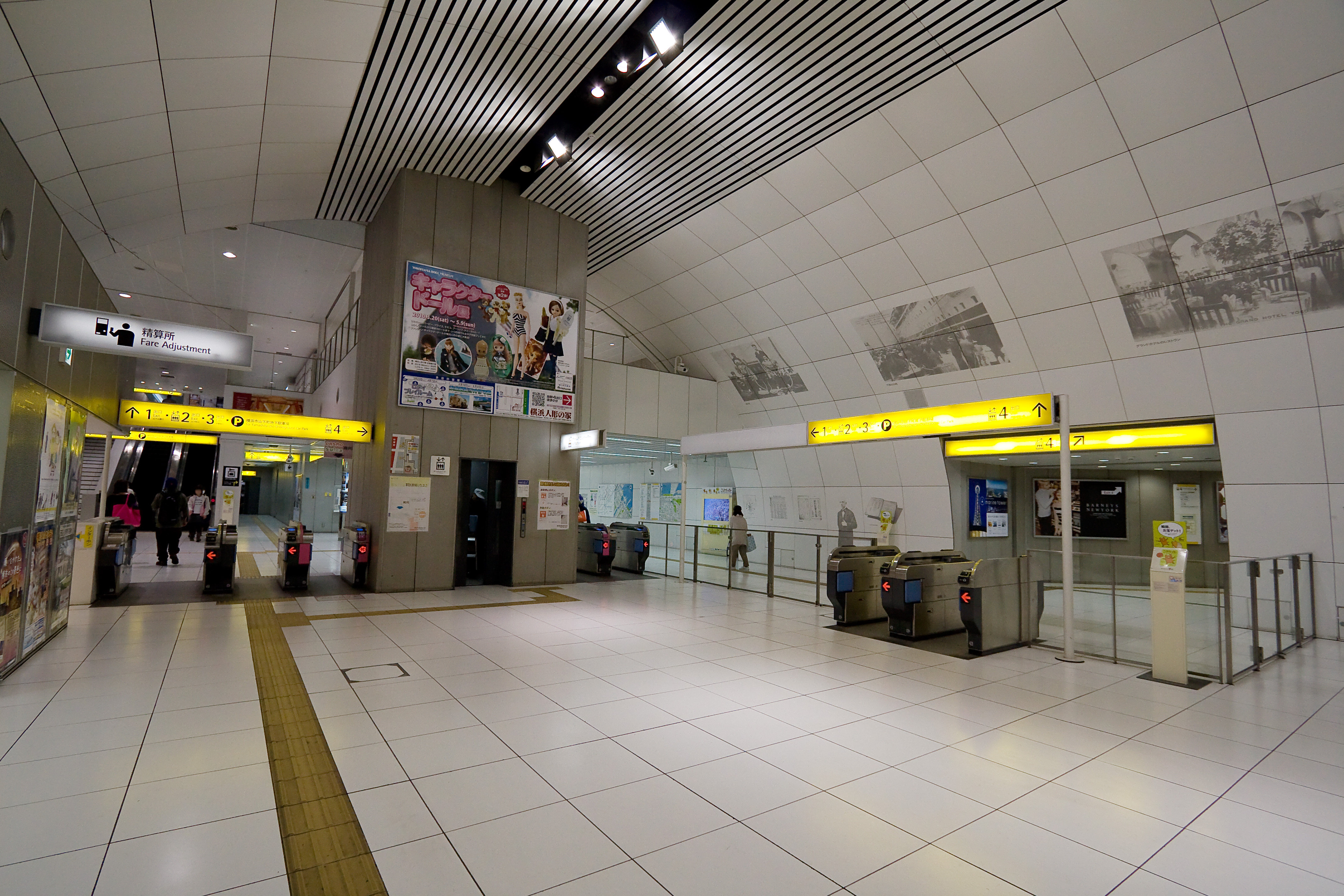
개찰구
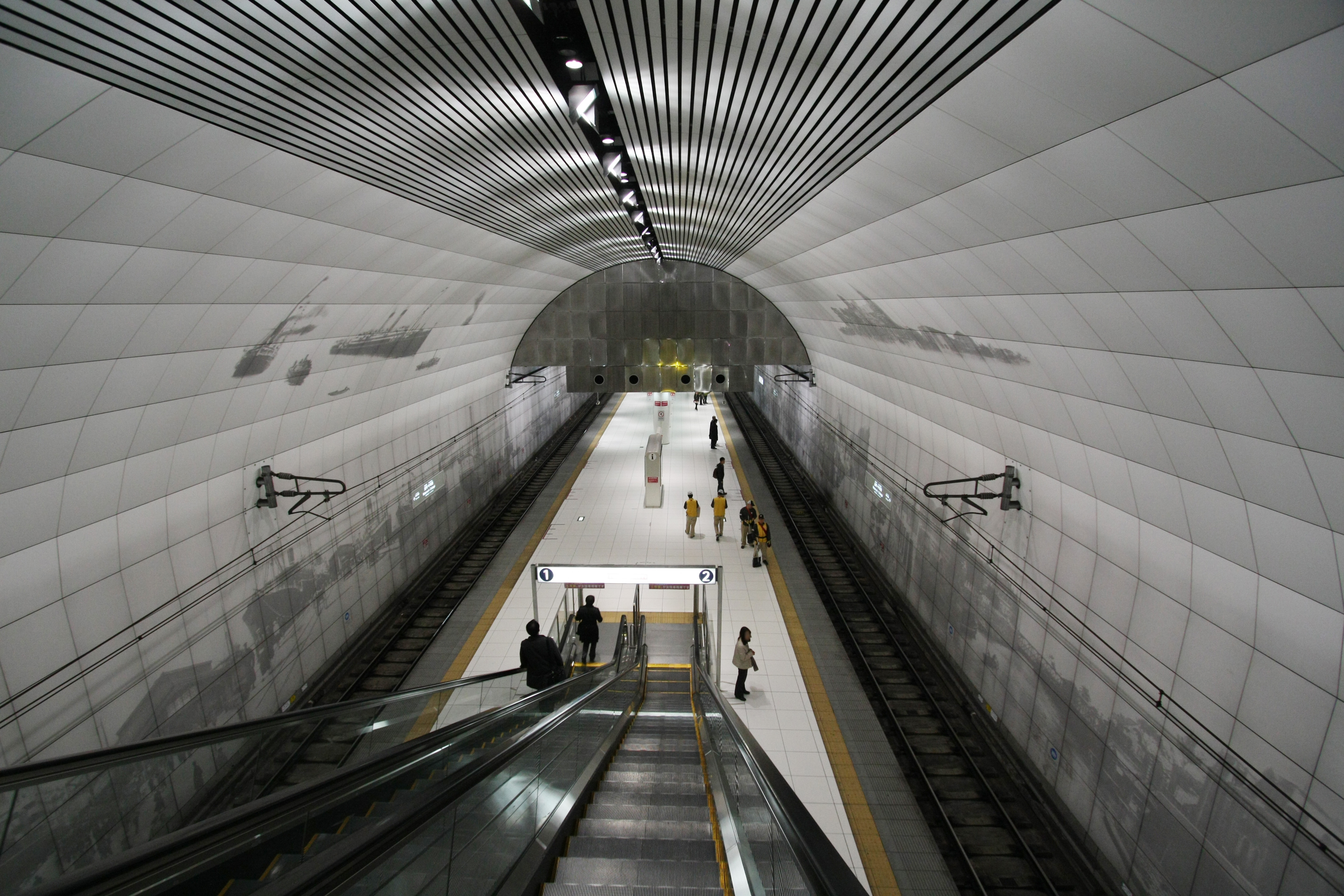
위에서 내려다 본 승강장

## 인접역
| 요코하마 고속 철도 미나토미라이선 | 요코하마 고속 철도 미나토미라이선 | 요코하마 고속 철도 미나토미라이선 |
| --------------------------------- | --------------------------------- | --------------------------------- |
| MM03 미나토미라이 요코하마 방면   | □ S-TRAIN 발착역 ■ 특급           | 시·종착역                         |
| MM05 니혼오도리 요코하마 방면     | □ 통근특급・■ 급행・■ 각역정차    | 시·종착역                         |